# Bloomfield (Missouri)
Bloomfield è un comune degli Stati Uniti d'America, situato nello Stato del Missouri, nella contea di Stoddard, della quale è il capoluogo.